# Nvidia Shield Tablet
Das Nvidia Shield Tablet ist ein auf Android basierendes Tablet der Shield-Gerätefamilie der Firma Nvidia, das damit beworben wurde, dass es speziell für Gamer produziert worden sei. Betrieben wird das Gerät von einem Vierkern-32-Bit-2,2-GHz-Prozessor Tegra K1 (ARM Cortex-A15 MPCore R3) mit der Kepler-Shared-Technologie, 192 Grafikkerne und Unterstützung für OpenGL 4.4.
Das Display hat eine Größe von 8 Zoll bei einer Auflösung von 1920 × 1200 Pixel, zudem kann das Gerät über einen HDMI-Ausgang an einem 4K-Fernseher betrieben werden. Das Shield unterstützt ferner die ShadowPlay-Technologie von Nvidia, welche zur Aufzeichnung Bildschirmvideos verwendet wird.

## Nvidia Shield Tablet (2014)
Das Ende Juli 2014 erschienene Shield Tablet besitzt Stereo-Lautsprecher und ist als 16- und 32-GB-Modell erhältlich, wobei ersteres nur über ein WLAN-Modul verfügt und kein LTE verbaut ist. Die LTE-Variante besitzt sowohl WLAN (auch 5 GHz) als auch LTE im neuesten technischen Standard, einschließlich MIMO. Weiterhin sind zwei 5-Megapixel-Kameras verbaut, die HDR-fähig sind. Am Tablet können bis zu vier Controller über Funk angeschlossen werden, weiterhin beinhaltet das Gerät GPS, Glonass, Bluetooth 4.0 sowie einen Micro-USB und einem Mini-HDMI-Anschluss. Spiele haben die Möglichkeit über eine Micro-SD-Karte Daten abzulegen.

## Nvidia Shield Tablet K1 (2015)
Am 19. November 2015 erschien mit dem Nvidia Shield Tablet K1 eine preisgünstigere Variante des 2014 veröffentlichten Tablets. In Deutschland wird das Tablet mit 16 GB Speicher für 199 Euro angeboten, die alte Version kostete ab 299 Euro. Die technische Daten sind mit denen des Modells aus 2014 identisch, es entfällt allerdings die Variante mit 32 GB Speicher und LTE. Nicht mehr verbaut ist der im Gehäuse untergebrachte Stylus, was das Gewicht des Tablets von 390 g auf 359 g senkt. Im Lieferumfang ist außerdem kein Ladegerät mehr enthalten. Das originale Nvidia-Ladegerät ist für 24,99 Euro erhältlich, alternativ kann jedoch auch jedes handelsübliche USB-Ladegerät verwendet werden.

## Kritik
Das Tablet wurde allgemein recht positiv aufgenommen, zumal es eines der wenigen Gamer-Tablets mit Android-Lollipop-Unterstützung darstellt. Das 8-Zoll-Tablet bietet verlustfreie Full-HD-Unterstützung mit einer Pixeldichte von 283 ppi. Kritisiert wird vielfach das recht hohe Gewicht von 390 g bzw. 359 g (K1-Modell) und die relativ kurze Akkuzeit.